# تانتو

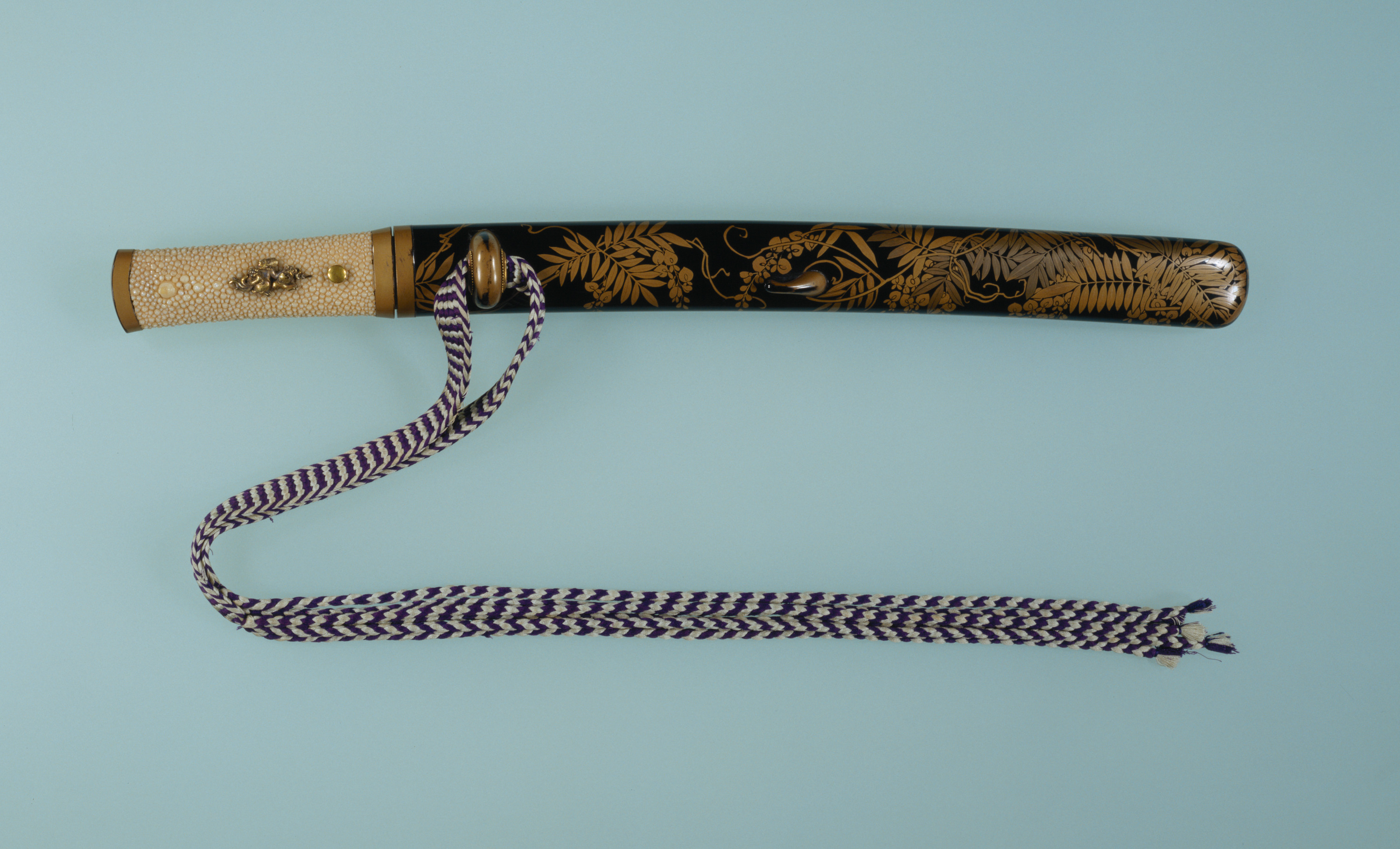
تانتو

تانتو (短刀، «شمیر کوتاه») یکی از سلاح‌های سرد سنتی ژاپنیست که توسط نینجا ها در ژاپن فئودالی استفاده می شده است.زمانی که عموماً به عنوان سلاح استفاده می‌شد.از این سلاح در هنر رزمی نینجوتسو هم استفاده می‌شود